# رامي النمر
رامي  رفعت النمر هو رجل أعمال ومثقف فلسطيني، يحمل الجنسية اللبنانية ويسكن في بيروت، ولد في مدينة نابلس في فلسطين، والده رجل الأعمال رفعت النمر، وأخته الكاتبة والسياسية ريم النمر. حصل رامي على شهادة البكالوريوس في الآداب والعلوم السياسية من الكلية الأمريكية السويسرية في ليسين، سويسرا، وشهادة الماجستير في العلوم المصرفية من جامعة أديلفي في نيويورك، الولايات المتحدة الأمريكية. يشغل منصب مدير ورئيس مجلس إدارة بنك فيرست ناشيونال بانك في بيروت منذ مارس 2001، وهو واحد من أكبر عشرة مصارف في لبنان. وهو مصرفي خبير يتمتع بالعديد من الإنجازات البارزة في الصناعة المصرفية، وقد مر ببرامج تبادل موسعة مع اثنين من البنوك الدولية في لندن ونيويورك في بداية مسيرته ، بالإضافة إلى المشاركة في العديد من ورش العمل والمؤتمرات المالية والمصرفية الإقليمية والدولية. يعمل رامي النمر في مجالس إدارة العديد من المنظمات الإنسانية والثقافية.

## إنجازاته
- أسس دار النمر للفن والثقافة، وأطلق من خلالها برنامجاً حضارياً غنياً يربط بين حضارات العالم، وفلسطين في العاصمة اللبنانية بيروت.
- إمتلك مجموعة من الأعمال الفنية التي تضم قطعاً فنية تعود لعشرة قرون في المشرق العربي، وبعضها تحف تحمل إرث الثقافة الإسلامية والمشرقية تسلط الضوء على تطور التاريخ السياسي للمنطقة، ومن أبرز القطع مخطوطات ونقود وقطع خزفية وتحف زجاجية وأسلحة وأقمشة وأدوات معدنية وتحف خشبية مطعمة بالصدف وصلبان مسيحية وفخار أرمني من القدس، بالإضافة إلى لوحات لرسامين مستشرقين.
- تحويل فيلا سالم وهو بيت عائلي أنشئ في العام 1936، مهدد بالهدم إلى مبنى أثري حضاري ومنارة ثقافية.[2][3]
- مقالات في جريدة السفير اللبنانية حول الوضع الإجتماعي في لبنان.[4]

## مساهماته
يشرف على عمليات قطاع الخدمات المصرفية والمالية في لبنان والشرق الأوسط وأفريقيا، يقود رامي الاستثمارات والتوسع العالمي للمجموعة. ويؤمن بأهمية رد الجميل للمجتمعات المحلية وينشط في القيام بذلك على المستوى الشخصي وكذلك من خلال الشركات التي يرأسها. وقد تم الاعتراف به لمساهماته في دعم مختلف المبادرات والمنظمات غير الحكومية التي تركز على التعليم والتنمية البشرية. وتشمل هذه المشاريع مشروع شباب لبنان الموحد (ULYP)، وصندوق الطلاب الفلسطينيين، ومؤسسة التعاون، وجمعية الرعاية الصحية، ومؤسسة الدراسات الفلسطينية، وهيومن رايتس ووتش.